# Centertown (Tennessee)
Pour les articles homonymes, voir Centertown.
Centertown est une municipalité américaine située dans le comté de Warren au Tennessee.
Selon le recensement de 2010, Centertown compte 243 habitants. La municipalité s'étend sur 0,94 mille carré (2,43 km2).
D'abord appelée Glascock, la localité est renommée en raison de sa situation à mi-chemin entre Woodbury et McMinnville.